# Biddeford
Biddeford è una città degli Stati Uniti d'America, maggiore centro della contea di York nello stato del Maine.
È sede della University of New England.